# Bedford Park (ort i Australien, South Australia)
Bedford Park är en ort i Australien. Den ligger i kommunen Onkaparinga och delstaten South Australia, omkring 12 kilometer söder om delstatshuvudstaden Adelaide. Antalet invånare är 1 880.
Runt Bedford Park är det ganska tätbefolkat, med 222 invånare per kvadratkilometer.. Närmaste större samhälle är Adelaide, omkring 12 kilometer norr om Bedford Park.
I omgivningarna runt Bedford Park växer huvudsakligen savannskog. Genomsnittlig årsnederbörd är 729 millimeter. Den regnigaste månaden är juni, med i genomsnitt 133 mm nederbörd, och den torraste är december, med 21 mm nederbörd.